# 林桑
林桑（1977年8月17日—），籍贯福建，中國射箭運動員。

## 生涯
林桑於1991年才開始在省隊接受正式的射箭訓練，其教練是王碧瑶。2年後快速入選國家隊。
林桑有「國際女子射箭運動健將」的名譽，這個名譽是在1994年的漢城（即現時的首爾）邀請賽的女子淘汰賽團體中與隊友张帆、王曉竹打破了世界紀錄而得來的。
後來，林桑先後於曼谷得亞運會個人項目的銅牌、世界射箭錦標賽個人淘汰賽殿軍、全國奧林匹克錦標賽70米賽事贏得了冠軍。又於2003年的世錦賽，爲中國獲得來年的奧運入場券，其後在世界大學生運動會女子團體賽得到了一面銀牌以及全國奧林匹克錦標賽個人淘汰賽的冠軍獎項。
雅典奧運，女子射箭團體賽決賽中，包括林桑在內的中國隊以1環與金牌失之交臂，最終金牌得主為南韓隊。2005年，林桑在十運會女子个人賽16強中，因為肩傷影響而被江蘇選手張雲錄以2環的優勢淘汰出局。